# Carbia calefacta
Carbia calefacta är en fjärilsart som beskrevs av Louis Beethoven Prout 1941. Carbia calefacta ingår i släktet Carbia och familjen mätare. Inga underarter finns listade i Catalogue of Life.